# Jüdische Gemeinde Poběžovice
Die Jüdische Gemeinde in Poběžovice (deutsch Ronsperg), einer Stadt im Bezirk Okres Domažlice in Tschechien, bestand bis 1938.

## Geschichte

### Erste Ansiedelung von Juden in Poběžovice 11. bis 15. Jahrhundert
Über den Zeitpunkt der Entstehung der jüdischen Gemeinde in Poběžovice gibt es in den verschiedenen Quellen sehr unterschiedliche Angaben. Moritz Klauber geht in seinem Buch Der Ort Ronsperk und die Poběžovitzer Juden davon aus, dass bereits im Jahre 1096 Juden in Poběžovice wohnten, die durch ein Massaker der Kreuzritter an der jüdischen Bevölkerung von Poběžovice vernichtet wurden.
Erzdechant Josef Hüttl schreibt im Buch "Unser Heimatkreis Bischofteinitz", dass die jüdische Gemeinde in Poběžovice seit 735 Jahren bestand. Wenn man diese Angabe vom ersten Erscheinungsdatum des Buches 1967 zurück rechnet, würde das ein Bestehen seit 1232 bedeuten.
Trotz der unsicheren Quellenlage ist eine jüdische Besiedlung der Gegend von Poběžovice im 11. und 12. Jahrhundert nicht unwahrscheinlich, denn unter der Regierung von Soběslav II. (Böhmen) im 12. Jahrhundert hatten die Juden das Recht, sich überall in Böhmen frei anzusiedeln und jegliche Geschäfte und Handwerke zu betreiben. Außerdem vereinigten sich in Poběžovice zwei bedeutende Handelsstraßen, nämlich:
- die eine von Nürnberg über die Oberpfalz nach Bělá nad Radbuzou, Mutěnín, Poběžovice führend,
- und die andere, die sogenannte Salzstraße, von Regensburg über die Oberpfalz nach Pleš, Pivoň, Poběžovice.

Von Poběžovice aus liefen beide Straßen gemeinsam über Horšovský Týn, Pilsen, Prag und weiter Richtung Polen. Es war also für jeden Geschäftsmann durchaus attraktiv, sich in Poběžovice niederzulassen.
Eine andere Quelle behauptet, dass die Existenz einer jüdischen Gemeinde in Poběžovice für das 15. Jahrhundert unter der Herrschaft des Dobrohost von Ronšperk belegt ist.

### 16. Jahrhundert
In vielen Quellen wird eine jüdische Bevölkerung in Poběžovice seit dem 16. Jahrhundert angenommen. Für die Jahre 1582 und 1584 sind Besuche des Prager Rabbi Löw, des Erschaffers des Golems, bei der jüdischen Gemeinde von Poběžovice bezeugt.

#### Rabbi Löws erster Besuch in Poběžovice
1582 kam Rabbi Löw in Zusammenhang mit einer in Böhmen und Mähren wütenden Pest nach Poběžovice. Damals hielt Rabbi Löw vor der jüdischen Gemeinde Poběžovice eine Predigt, in der er den Gläubigen versicherte, dass der Allmächtige sie retten werde. Er zitierte dabei den Propheten Jesaja: "Ich werde diese Stadt beschützen und retten, um meinetwillen und um meines Knechtes David willen." (Jesaja, Kapitel 37, Vers 35) Dieses Zitat bezogen die Gemeindemitglieder auf den Poběžovitzer Schneider David Zaddik. Nach dessen Tod wurde dieser Schneider als einer der 36 Gerechten bezeichnet, die nach talmudischer Tradition in jeder Generation die Vernichtung der Welt verhindern. Sein Grab wurde das Ziel großer Verehrung und vieler Pilger.

#### Rabbi Löws zweiter Besuch in Poběžovice
Am 3. Mai 1583 starb Jizchak Mělnik, der Oberrabbiner von Prag. Statt Rabbi Löw, der auf diese Position hoffte, wurde Jizchak Chajut zum neuen Oberrabbiner von Prag gewählt. Enttäuscht und verärgert darüber reiste Rabbi Löw noch in demselben Jahr aus Prag in seine Heimatstadt Poznań. Auf seiner Durchreise machte er in Poběžovice Station.

### 17. Jahrhundert
1611 gab es in Poběžovice 30 jüdische Familien mit 300 Personen.
Im nahe gelegenen Mutěnín wohnten 1669 sechs jüdische Familien mit 40 Personen.

### Baal Schem Tov in Poběžovice
Im 17. Jahrhundert erschütterte die Bewegung um Schabbtai Zvi das Judentum. Diese Bewegung ging im 18. Jahrhundert in den Frankismus über. Als Gegenbewegung entstand der Chassidismus, als dessen Gründer Israel ben Elieser, genannt Baal Schem Tov (abgekürzt: Bescht) gilt.
In Poběžovice entstand 1648 ein sich viele Jahre hinziehender, heftiger und viel beachteter religiöser Streit zwischen den Anhängern Schabbtai Zvis und seinen Gegnern. Das ganze Jahr 1744 wohnte Baal Schem Tov in Poběžovice und kämpfte gegen Sabbatianer und frankistische Strömungen. Aus der vom Sabbatianismus und Frankismus angestrebten Befreiung aus den engen, streng reglementierten Lebensverhältnissen im Ghetto sind die strikten Maßnahmen, die Ball Schem Tov in Poběžovice ergriff, zu verstehen.
Er untersagte das Tragen von Amuletten, Frauen durften nicht außerhalb der Stadt spazieren gehen, speziell nicht in Begleitung von Männern, Frauen durften nicht an Tanzveranstaltungen teilnehmen und nicht ins Theater oder zu irgendwelchen Schaustellungen gehen. Am Samstag und an Feiertagen durften Frauen und Mädchen nicht vor dem Haus sitzen.
Wenn eine Frau ohne Begleitung ging, um eine Kuh zu melken, durfte die Milch nicht getrunken werden. Jeden Tag war in der Synagoge Gottesdienst. Für die Bedürfnisse der Armen wurde gesorgt und Jungen aus armen Familien wurde das Thora-Studium ermöglicht. Bei Hochzeiten durfte keine Musik gespielt werden. Die Gemeindevorstände wurden zu einer strengen, ehrlichen Gemeindeführung verpflichtet, die Einfluss auf das Leben der Gläubigen nahm und zur Festigung der Gemeinschaft, der jüdischen Seele und des Glaubens beitrug. Nach dem einjährigen Wirken des Baal Schem Tov war der Streit in der jüdischen Gemeinde von Poběžovice beendet und jegliche Häresie mit Stumpf und Stiel ausgerottet.
1793 wurde auf Verordnung der Landesregierung ein Verzeichnis aller jüdischen Familien, ihrer Geschäfte und Handwerksbetriebe erstellt. Aus diesem Verzeichnis geht hervor, dass es zu dieser Zeit in Poběžovice 25 jüdische Familien mit 152 Personen gab.

### 19. Jahrhundert
1848 wurden die Ghettos aufgelöst und die Juden erhielten die völlige Bewegungsfreiheit.
In dieser Zeit zogen Juden in Dörfer und kleine Ortschaften, wo sie neue jüdische Gemeinden gründeten. Später jedoch zogen viele Juden in die größeren Städte. Diese Bewegung war den Juden ab 1848 möglich, da sie nun nicht mehr an die jüdischen Gemeinden gebunden waren.

### 20. Jahrhundert
Anfang des 20. Jahrhunderts wanderten weiterhin viele Juden aus Poběžovice in die größeren Städte und in das Landesinnere ab. 1938 lebten schließlich nur noch etwa 50 Juden in Poběžovice. Von ihnen konnten 10 Personen fliehen, 40 Personen wurden von den deutschen Faschisten nach Theresienstadt deportiert und ermordet. Nur drei Juden aus Poběžovice überlebten den Holocaust und kehrten 1945 nach Poběžovice zurück.

## Ghetto, Judengasse

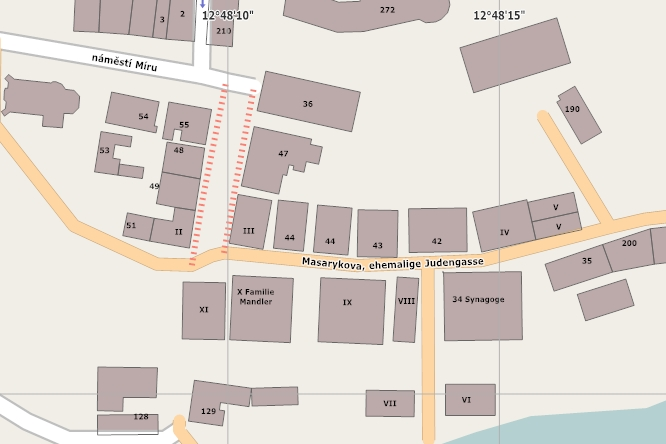
Poběžovice, Judengasse 1838, grobe Skizze unter Benutzung von Openstreetmap

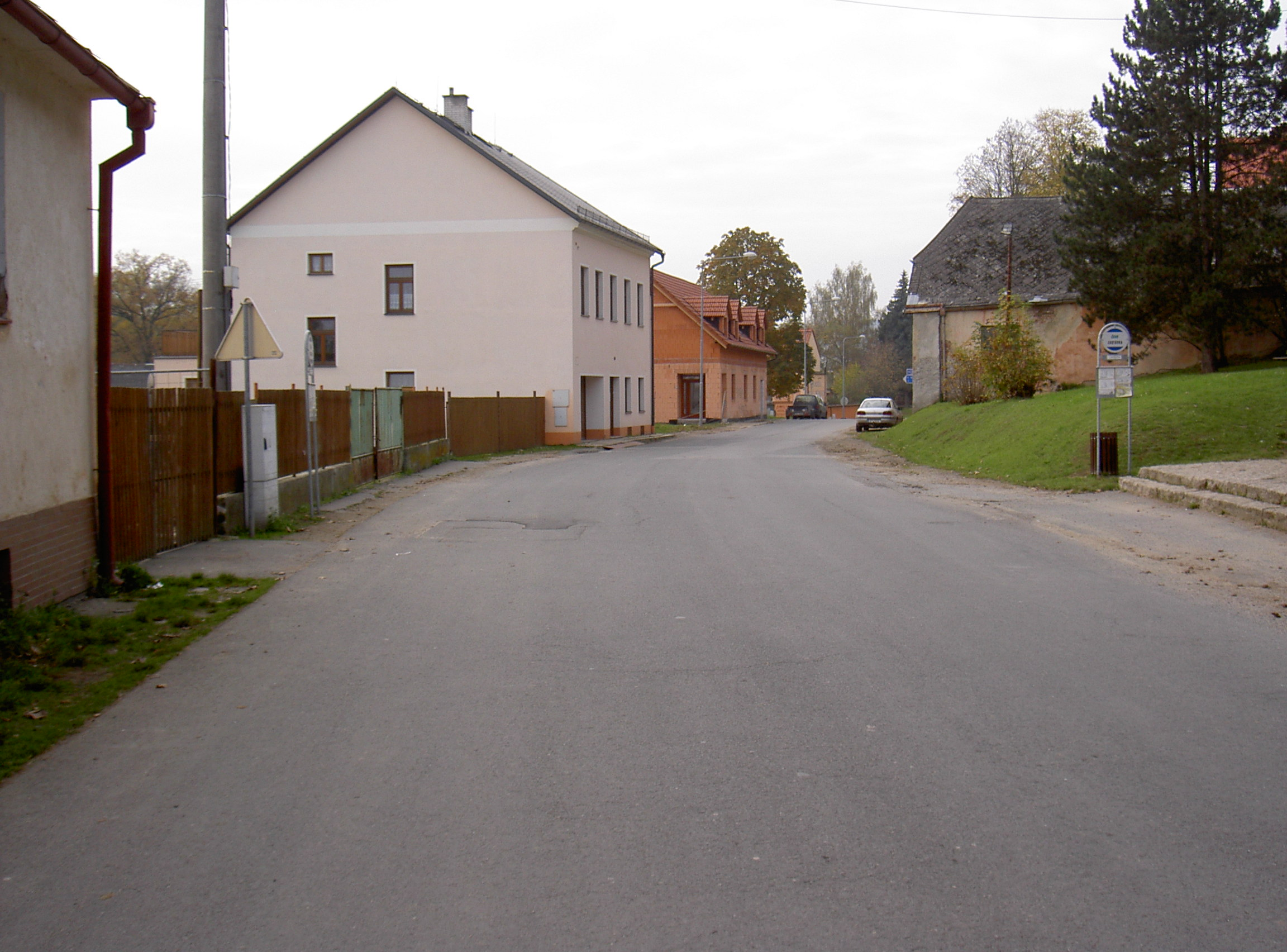
Poběžovice, ehemalige Judengasse, heute (2014) Masarykstraße

Seit dem 17. Jahrhundert gab es eine Judengasse, die heutige Masarykstraße. Ihre Häuser waren seit 1770 mit römischen Ziffern nummeriert (I – XI). Diese Nummerierung blieb bis 1914 erhalten, danach bekamen sie arabische Ziffern. Die Judengasse befand sich im südöstlichen Teil von Poběžovice und führte zum östlichen Stadttor. Im Jahre 1857 waren bereits 22 Häuser jüdisches Eigentum. Zu den ursprünglichen 11 Häusern I – XI kamen die Hausnummern 26, 31, 33, 34, 42 – 45, 50 und 61 hinzu. In den folgenden Jahren siedelten Juden auch im restlichen Teil von Poběžovice. 1913 gehörten die folgenden 20 Häuser Juden: IV, V, VI, VIII, IX, X, 8, 9, 26, 28, 31, 33, 34, 37, 42, 43, 48, 65, 66 und 116.
Bis zum Anfang des 20. Jahrhunderts hieß die Straße Judengasse (Židovská), dann wurde sie in Bahnhofstraße umbenannt. Die meisten Häuser dieser Straße gehörten bis 1938 Juden, nämlich die Hausnummern (jetzt alle arabisch): 8, 9, 16, 23, 26, 31, 33, 34, 37, 42, 43, 66, 68, 116, 205, 206, 264, 265, 266, 267, 268, 286. Haus Nummer 8 war das Hotel Krone, Nummer 34 war von 1814 bis 1938 die Synagoge, Nummer 205 und 206 waren Gebäude des Feldspatwerkes der Familie Mandler. Seit 1945 heißt die ehemalige Judengasse Masarykstraße.

## Geschäfte, Handwerk, Industrie
Schon seit Ende des 18. Jahrhunderts spielten jüdisches Geschäftsleute eine wichtige Rolle im Geschäftsleben von Poběžovice. 1793 wurden von Juden betrieben: Drei Kurzwarengeschäfte, ein Kolonialwarenladen, zwei Bettfedern und Geflügelhandlungen, fünf Hausierer, ein Viehhändler, zwei Viehschlachtereien, zwei Branntweinbrennereien, eine Gerberei, eine Schleifenfabrik, eine Pottaschefabrik, ein Hilfslehrer und ein Glaser.
Im 19. und Anfang des 20. Jahrhunderts kamen noch hinzu: Ein Geschäft für Galanteriewaren, weitere Eisen-, Gemischt-, Butter-, Eier- und Kolonialwarenläden, eine Kürschnerei, eine Gerberei, ein Gasthaus, ein Hotel, drei Bügelanstalten, vier Metzgereien, eine Getreide- und Samenhandlung, ein Spirituosen- und Kaffeegeschäft, ein Trödelladen, ein Schuster, ein Sattler- und Tapeziergeschäft, ein Klöppel- und Spitzenladen, eine Papierfabrik.
Besonders zu erwähnen ist die Familie Mandler, die neben verschiedenen Kaufläden auch eine Fabrik für Hausschuhe und eine Feldspatmühle betrieb.

## Jüdischer Friedhof

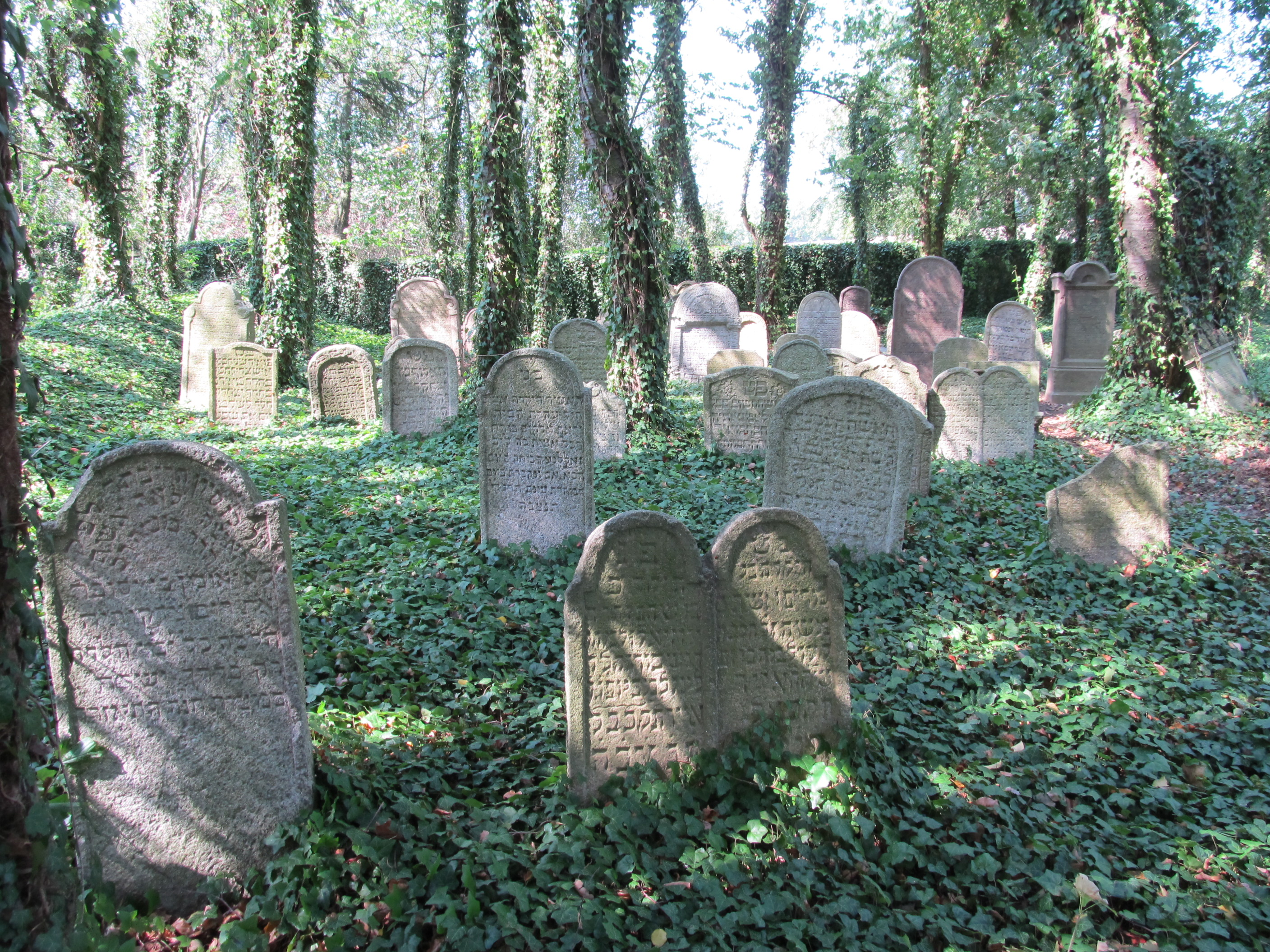
Poběžovice, jüdischer Friedhof

1613 wurde ein jüdischer Friedhof südöstlich der Ortschaft Poběžovice gegründet.
Sein ältester Grabstein stammte aus dem Jahr 1620.
Auch zur Gründung des heute noch vorhandenen jüdischen Friedhofes in Poběžovice gibt es verschiedene Angaben. Um 1560, 1613 und andere.
Der älteste Grabstein, der heute noch auf diesem Friedhof vorhanden ist, stammt von 1634.
Nach der deutschen Besetzung 1938 und im Zweiten Weltkrieg wurde der Friedhof von den Nazis wahrscheinlich geschändet, blieb aber erhalten und die Grabsteine, wenn auch teilweise umgestürzt, blieben an ihren ursprünglichen Orten.
In den 1950er Jahren wurden die Gräber niedergerissen und die Grabsteine auf einen Haufen am Friedhofsrand geworfen. In der hinteren Friedhofshälfte wurde eine Schießstätte eingerichtet und später ein Fasanengehege. Viele der Grabsteine wurden weggefahren und als Baumaterial verwendet. Von den ursprünglich 600 Grabsteinen sind nur noch etwa 130 erhalten.

## Mikwe

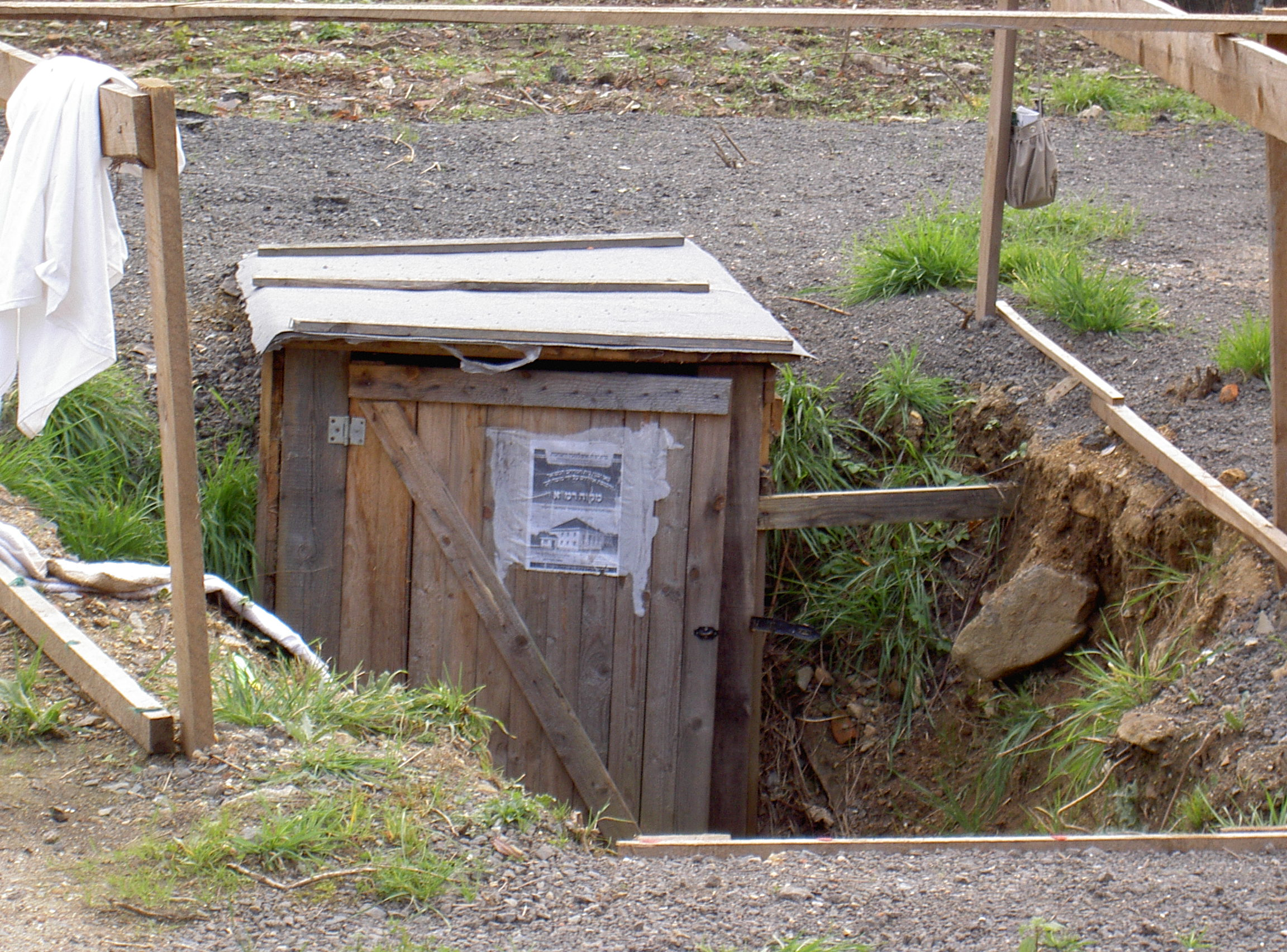
Mikwe

Bereits im 16. Jahrhundert gab es eine berühmte Mikwe, die von einer Quelle gespeist wurde, deren Wasser Heilwirkung zugeschrieben wurde. Zu ihren Besuchern sollen Rabbi Judah Löw, der Erschaffer des Golem, und Rabbi Baal Schem Tov gehört haben. Diese Mikwe wurde später ein beliebtes Wallfahrtsziel für Juden der chassidischen Richtung.
In der Mikwe wurde 1926 eine große runde Steinplatte aus dem Jahr 1744 gefunden, auf der eine hebräische Inschrift vom Besuch des Baal Schem Tov zeugte. Die Inschrift lautete: “In diese Quelle tauchte Rabbi Israel Baal-Schem 310 mal, in den Tagen des schrecklich kalten Jahres 1744 und sagte, dass die Quelle allgemein der Gesundheit nutzt und gegen Leiden wirkt. Und im Jahr 1814 wurde das Haus zur Quelle errichtet.” (hebräisch: בבור מעין זה טבל ר'ישראל בע'ש שי'פ בי'קנ' בשנ' תק'ד שהוא מעין ישועה כללות). Der Stein selbst ist verschwunden, aber es existieren Fotografien von ihm.

## Jeschiwa
Von 1792 bis zum Jahr 1859 existierte in Poběžovice eine bekannte Jeschiwa.

## Synagoge

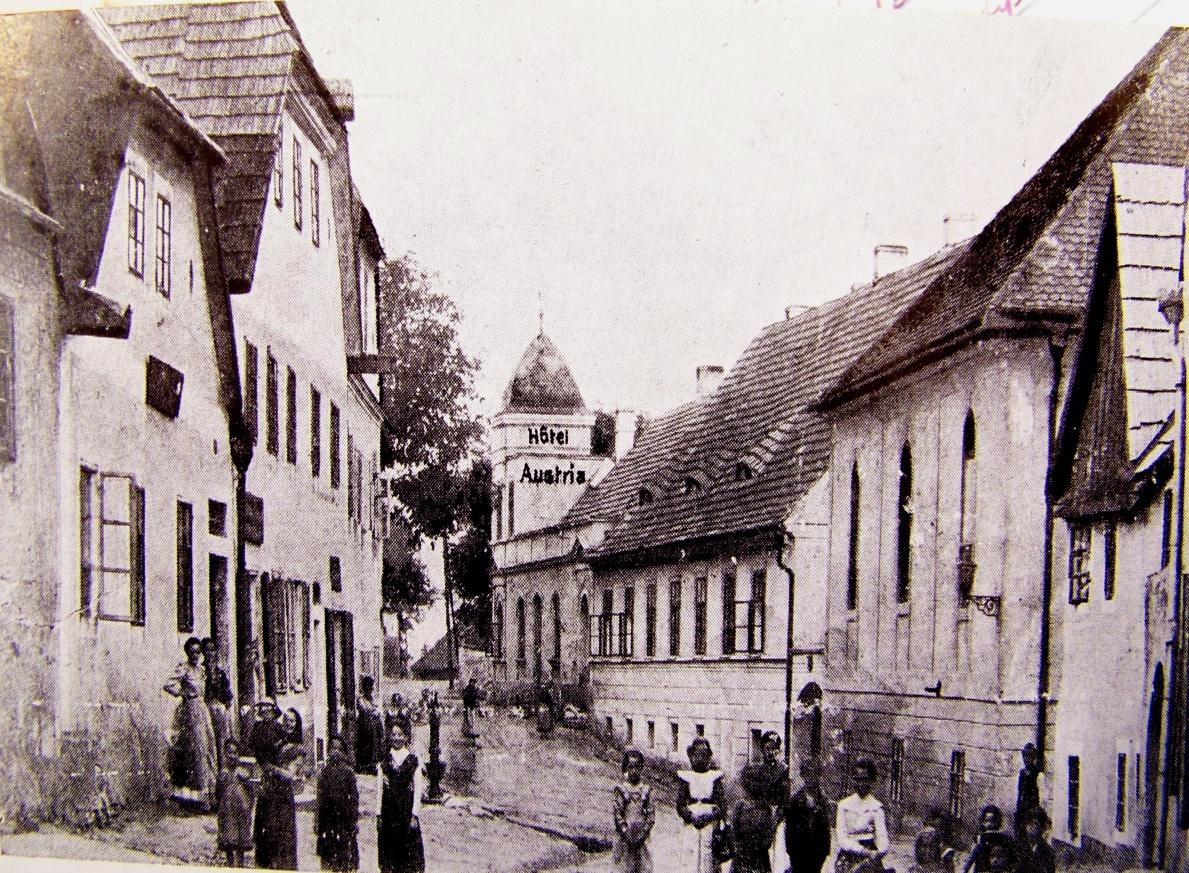
Synagoge 1910 (vorne, rechts)

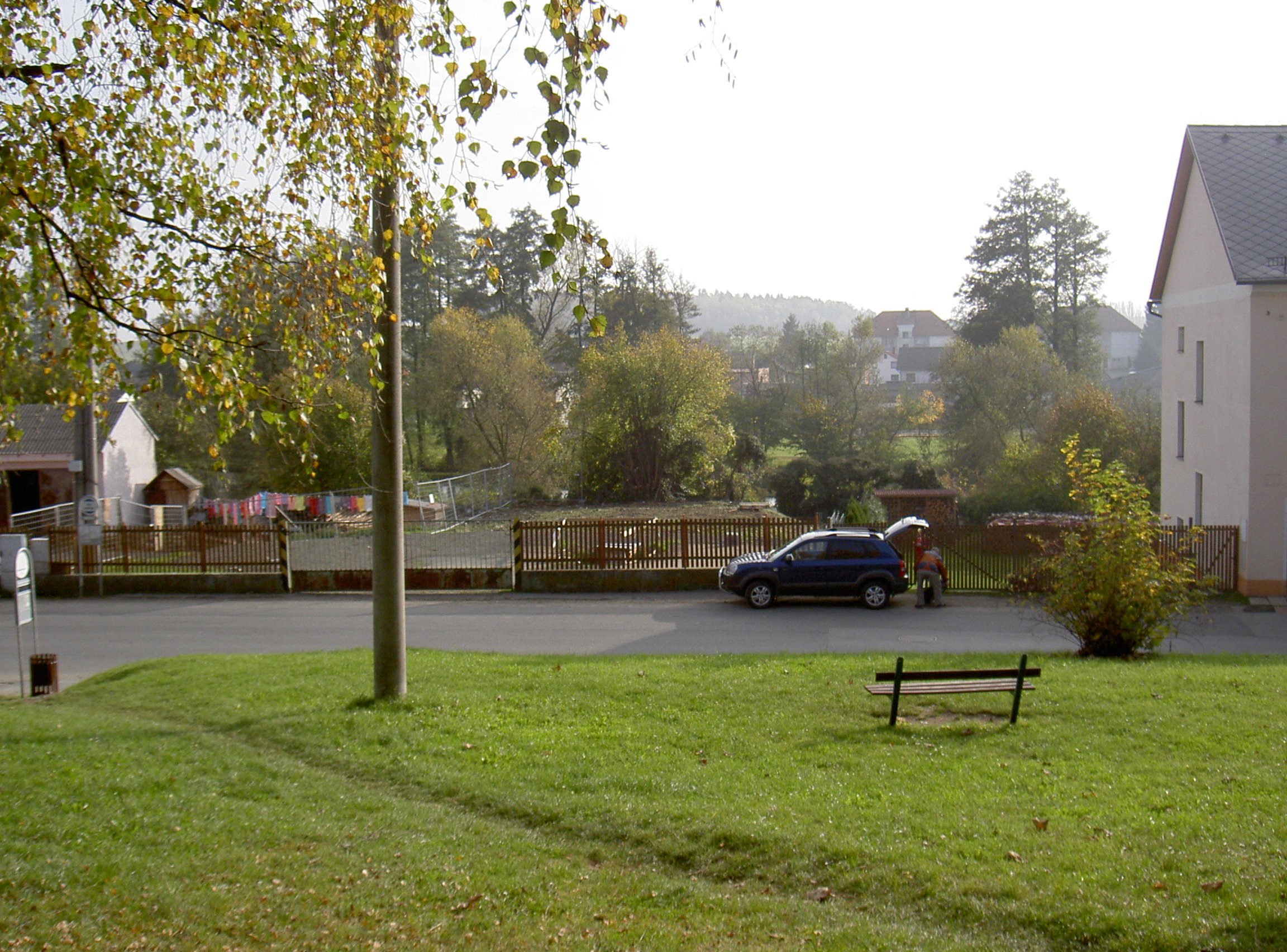
Blick auf den Platz, wo früher die Synagoge stand und sich heute noch die Mikwe befindet, von Norden

In verschiedenen Quellen wird die Existenz einer Synagoge in Poběžovice bereits für das 16. Jahrhundert erwähnt. Bei Purghart wird sie an demselben Ort lokalisiert, an dem im 19. Jahrhundert die Synagoge erbaut wurde. Dem gegenüber meint Polák Rokycana, dass die Synagoge ursprünglich im Christenviertel von Poběžovice stand, was durchaus möglich ist, da es im 16. Jahrhundert noch nicht vorgeschrieben war, Synagogen nur im Judenviertel zu errichten. Über das weitere Schicksal dieser ersten Synagoge ist nichts bekannt. Außer der Synagoge wird ein Gebetsraum erwähnt, der sich in einer Dachstube des Hauses Nummer X befand, dem Haus von Otto Mandler, der hier seine Hausschuhfabrik hatte.
1814 bis 1816 wurde auf der südlichen Straßenseite der Judengasse eine Synagoge errichtet.
Sie hatte einen quadratischen Grundriss mit hohen bogenförmigen Fenstern zwischen denen sich Lisenen befanden. In diesem Gebäude befand sich auch eine Wohnung für den Rabbiner, eine jüdische Schule und eine Bibliothek, die der jüdischen Gemeinde von Graf Johannes von Coudenhove-Kalergi geschenkt wurde. Im Keller der Synagoge befand sich die Mikwe.
Neben der Synagoge befand sich ein Pilgerhotel für die Wallfahrer, die die Mikwe besuchten.
Bei den Novemberpogromen 1938 wurde die Synagoge verwüstet und zerstört. Das Pilgerhotel war erhalten geblieben. Die Ruine der Synagoge überdauerte den Zweiten Weltkrieg und wurde zusammen mit allen Resten des jüdischen Viertels in den 1970er Jahren abgerissen. Die erhalten gebliebene Mikwe wurde mit einer Betonplatte verschlossen und die Grundstücke wurden an Privatleute verkauft.
Im Jahre 2014 erhielt die Pilsener Jüdische Gemeinde das Grundstück der Synagoge. Die Betonplatte über der Mikwe wurde entfernt, so dass die hinabführende Treppe nun sichtbar ist.

## Gemeindeentwicklung
| Jahr | Gemeindemitglieder         | in % der Gesamteinwohnerschaft |
| ---- | -------------------------- | ------------------------------ |
| 1600 | 30 Familien                |                                |
| 1611 | 300 Personen               |                                |
| 1654 | 145 Personen               |                                |
| 1715 | 150 Personen               |                                |
| 1724 | 12 Familien, 60 Personen   |                                |
| 1747 | 17 Familien, 108 Personen  |                                |
| 1756 | 14 Familien                |                                |
| 1793 | 25 Familien, 152 Personen  |                                |
| 1811 | 30 Familien, 300 Personen  |                                |
| 1814 | 33 Familien                |                                |
| 1836 | 233 Personen               |                                |
| 1837 | 212 Personen               | 11 %                           |
| 1839 | 30 Familien, 212 Personen  |                                |
| 1857 | 211 Personen in 21 Häusern |                                |
| 1880 | 114 Personen               | 5,8 %                          |
| 1890 | 102 Personen               | 5,2 %                          |
| 1893 | 130 Personen               |                                |
| 1900 | 94 Personen                | 4,8 %                          |
| 1910 | 56 Personen                |                                |
| 1921 | 69 Personen                |                                |
| 1927 | 50 Personen                | 2,5 %                          |
| 1930 | 41 Personen                | 2 %                            |
| 1938 | ca. 50 Personen            |                                |

Zur jüdischen Gemeinde Poběžovice gehörten auch die Juden in Nemanice. Die Juden in Meclov hatten zunächst eine kleine Synagoge (die seit 1856 als Feuerwehrhaus genutzt wird) wurden dann aber der jüdischen Gemeinde Poběžovice angeschlossen.

## Rabbiner der jüdischen Gemeinde Poběžovice
- Joel Raunschurg-Rosenbaum (1714–1820) – auf seine Veranlassung wurde die Synagoge in Poběžovice gebaut. Er ist auf dem jüdischen Friedhof Poběžovice beerdigt.
- Eleazar Löw Trietsch (1758–1837) – Autor mehrerer religiöser Schriften.
- Daniel ben Joel Bezalel Rosenbaum-Raunschburg (1760–1820) – Sohn von Joel Raunschurg-Rosenbaum, Lehrer an der Jeschiwa Poběžovice und Direktor der Jeschiwa in Prag. Berühmter Talmudist, Werke: Horah Gaber, Horajot, Ma'aseh Rab und andere.
- Lazar Frisch
- Moises Weisshut
- Albert Kohn – später Kreisrabbiner in Roudnice nad Labem
- Isak Pereles – später Kreisrabbiner in Rakovník
- Samuel Kohn – Kreisrabbiner für Pilsen und Klatovy in Poběžovice

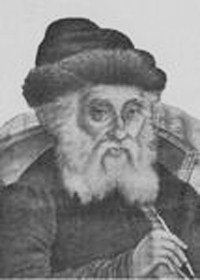
Rabbi Eleazar Löw, genannt Schemen Rokeach

- Eleazar Löw, genannt „Schemen Rokeach“ (1758–1837) – von 1812 bis 1815 Kreisrabbiner für Pilsen und Klatovy in Poběžovice, berühmter Rabbi und Verfasser mehrerer rabbinischer Schriften, darunter das mehrteilige Schemen Rokeach, nach dem er benannt wurde. Großvater von Lazar Münz[36]
- R. Falk – Kreisrabbiner für Pilsen und Klatovy in Poběžovice
- Filip Kolmer (1756–1834) – letzter Kreisrabbiner für Pilsen und Klatovy in Poběžovice. Beerdigt auf dem jüdischen Friedhof Poběžovice.
- N. Karpeles
- Brumnel
- Stern
- Spatz
- Volkmann,
- Tänzeles (seit 1905)
- Landau
- Glaser
- Gabriel Güns (verstorben 1930) – während seiner Zeit wurde der Baal-Schem-Stein in der Mikwe in Poběžovice entdeckt.[37]

## Vorsteher der jüdischen Gemeinde Poběžovice
Im 19. Jahrhundert:
- 1822 Eliáš Bloch
- 1861 Aron Pereles
- 1874 Abraham Langschur

Im 20. Jahrhundert:
- Bernard Winternitz
- Siegmund Mandler[38]

## Persönlichkeiten
- Moses Löb Bloch (1815–1909), Rabbiner, Direktor der Landesrabbinerschule Budapest, geboren 1815 in Poběžovice
- Abraham Langschur (1841–1923), jüdischer Geschäftsmann, langjähriger Vorsitzender der jüdischen Gemeinde und der Beerdigungsbruderschaft Poběžovice, geboren, gestorben und beerdigt in Poběžovice[39][40]
- Siegmund Langschur (1884–1942), Lehrer, Sohn von Abraham Langschur.[41] Siegmund Langschur und seine Ehefrau Erna wurden in das Ghetto Baranawitschy deportiert und dort am 28. Juli 1942 ermordet. Zu seinem Andenken wurde der Siegmund-Langschur-Preis gestiftet, der in Krnov jedes Jahr einem Schüler oder einer Schülerin des Gymnasiums ein Preis für außerordentliche Leistungen verliehen wird.[42]
- Emil Starkenstein (1884–1942), Pharmakologe, im Konzentrationslager Mauthausen 1942 ermordet

Einer seiner Söhne war der promovierte Lehrer Siegmund Langschur, geboren am 8. Juni 1884 in Ronsperg.